# Leo Bosschart
Leonard Francois Gerard "Leo" Bosschart (Kota Radja, Índies Orientals Neerlandeses, 24 d'agost de 1888 - Hoboken, Bèlgica, 9 de maig de 1951) fou un futbolista neerlandès que va competir a començaments del segle xx.
El 1920 va prendre part en els Jocs Olímpics d'Anvers, on guanyà la medalla de bronze en la competició de futbol. D'aquest equip en fou el capità.
Pel que fa a clubs, defensà els colors del Quick Den Haag. Amb la selecció nacional jugà 19 partits, en què marcà 1 gol.